# American Chopper
American Chopper ist eine US-amerikanische Reality-TV-Serie, die von 2003 bis 2007 auf dem Discovery Channel und danach auf TLC ausgestrahlt wurde. Sie wird in Deutschland auf den Sendern DMAX und auf den Pay-TV-Sender Discovery Channel Deutschland gesendet. Im deutschsprachigen Raum wird eine mit Voice-over-Sprechern unterlegte Fassung ausgestrahlt. Produzent ist Pilgrim Films & Television. Hauptdarsteller sind Firmeninhaber der Orange County Choppers Paul Teutul, Sr., sein Sohn Paul Teutul, Jr. (auch Paulie oder einfach Junior genannt) und andere Mitarbeiter. Dokumentiert wird die Herstellung von Motorrädern, insbesondere Chopper-Sonderanfertigungen. Drehort ist Newburgh im Staat New York.

## Handlung
Die Rahmenhandlung ist der Bau von Choppern nach Wünschen der Kunden. Darüber hinaus sind die zahlreichen und teils heftigen Auseinandersetzungen zwischen Paul Teutul Sr. und Paul Teutul Jr. ein Merkmal der Serie. Häufige Auslöser sind Paul Seniors Kritik an der Arbeitseinstellung von Paul Jr., neuen Designvarianten oder den Arbeitsabläufen. Paul Seniors spezielles Interesse gilt Old-School-Bikes, wohingegen Paul Jr. diesem Stil eher kritisch gegenübersteht und moderne, extravagante Entwürfe schätzt. Ob diese Konfrontationen, zumindest teilweise, für die Fernsehserie aufgebauscht oder inszeniert wurden, ist nicht belegt. Mittlerweile gehen beide getrennte Wege, da Paul Junior seine eigene Firma gegründet hat.

## Staffeln
Der eigentliche Serienstart war am 31. März 2003 auf dem Sender Discovery Channel. 2002 wurde eine Pilotfolge produziert und am 29. September 2002 gesendet. Im Dezember 2007 wechselte die Serie zum Schwestersender TLC. Die erste TLC-Staffel hatte ihre Premiere im Januar 2008. Staffel 6 begann im April 2009. Nachdem die Serie im Februar 2010 beendet wurde, gab TLC Anfang April 2010 bekannt, dass eine 7. Staffel namens American Chopper: Senior vs. Junior produziert wird. Discovery Channel hat die Serie nach 10 Jahren und 233 Episoden eingestellt. Die letzte Episode wurde am 17. Dezember 2012 ausgestrahlt.
Im Oktober 2017 gab der Discovery Channel eine Fortsetzung der Serie bekannt.
Die neue Staffel wurde ab 23. Juli 2018 auf DMAX ausgestrahlt.

## Darsteller

### Paul Teutul Sr.
Paul John Teutul (* 1. Mai 1949) (Spitzname: (The) Senior) ist Gründer von OCC und darüber hinaus des Stahlbauunternehmens Orange County Ironworks. Nachdem er in den ersten Jahren aktiv an der Fahrzeugherstellung bei OCC beteiligt war, widmet er sich seitdem zunehmend der Verwaltung des Unternehmens und arbeitet nur noch gelegentlich selbst an den Motorrädern. Optische Markenzeichen sind sein Schnauzbart und seine zahlreichen Tätowierungen.

### Paul Teutul Jr.
Paul Michael Teutul (* 2. Oktober 1974) (Spitzname: Paulie) ist Gesellschafter von OCC.
Nach dem High-School-Abschluss wechselte Teutul Jr. direkt in das Unternehmen seines Vaters, wo er zunächst Leiter der Verkaufsabteilung wurde. Er leitete Entwurf und Fertigung fast aller Themenbikes, die in American Chopper begleitet wurden. Anfang des Jahres 2009 geriet er mit seinem Vater in einen heftigen Streit über seine Arbeitsmoral. Seitdem arbeitete Teutul Jr. nicht mehr aktiv an den Motorrädern, sondern ist als Berater für größere Projekte der Firma tätig.
Mittlerweile hat er OCC komplett mit seinem Bruder Michael verlassen und mit ihm unter dem Namen Paul Jr. Designs ein eigenes Unternehmen gegründet. In der ersten Folge der 7. Staffel von American Chopper, wurde bekannt, dass Teutul Jr. nun auch Motorräder bauen will. Die dafür erworbene Gewerbeimmobilie ist nicht weit von der alten OCC-Werkstatt entfernt. Teutul Jr. konnte Vincent DiMartino und Joseph Puliafico, zwei ehemalige OCC-Mitarbeiter, für das neue Projekt anwerben. Mittlerweile hat Paulie seine Anteile an OCC an seinen Vater verkauft. Er erhielt u. a. auch das Black Widow-Bike zurück.

### Michael Teutul

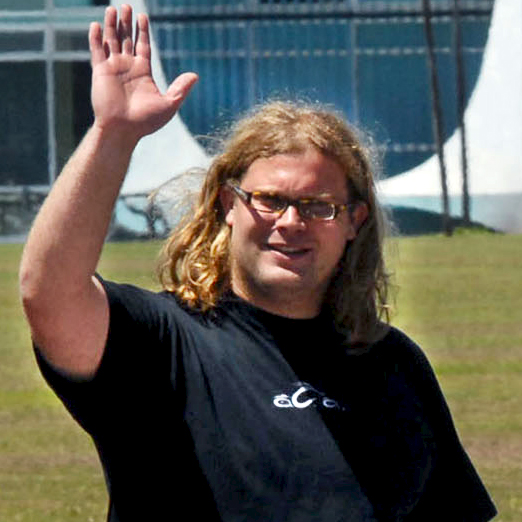
Michael „Mikey“ Teutul

Michael Joseph Teutul (* 26. November 1978) (Spitzname: Mikey) ist der jüngste Sohn von Paul Teutul Sr. Er war bei OCC als Assistent beschäftigt, außerdem unterstützte er den Webmaster der OCC-Homepage. In der Fernsehserie wird er als Spaßvogel innerhalb von OCC dargestellt, der mit kuriosen Einfällen oder Wettbewerben unter den Mitarbeitern auf sich aufmerksam macht. Außerdem war er bei Promotion-Veranstaltungen der Firma aktiv. Seine Fähigkeiten als Mechaniker stehen hinter denen des sonstigen Personals zurück. Dennoch hat er mit dem Blues Bike einen eigenen Chopper entworfen. Er trennte sich mittlerweile ebenfalls im Streit von seinem Vater, widmet sich jetzt seiner Kunst und ist in das neue Unternehmen seines Bruders eingestiegen.
Inzwischen ist er aber ganz aus der Serie ausgestiegen.

### Vincent DiMartino
Vincent „Vinnie“ DiMartino (* 9. Oktober 1972) war OCC-Mechaniker und jahrelang Paul Teutul Jr.′s Partner bei der Herstellung der Themenbikes. Er verließ das Unternehmen Ende August 2007 zusammen mit Cody Connelly und gründete mit ihm ein eigenes Custombike-Unternehmen namens V-Force Customs. 2010 begann er seine Tätigkeit bei Paul Jr. Designs.

### Rick Petko
Rick Petko (* 11. September 1968) arbeitet als Mechaniker bei OCC. Er ist seit der ersten Staffel American Chopper beim Bau der Motorräder zu sehen. Er ist zudem für die Herstellung von Tanks zuständig.

### Jason Pohl
Jason Gabrial Pohl (* 1. Juli 1981) arbeitet als Designer. Nachdem er anfangs hauptsächlich für das Design einzelner Teile wie Räder oder Tanks zuständig war, wuchs mit den Jahren sein Aufgabenbereich. Er ist zunehmend für das komplette Design der OCC-Motorräder zuständig.

### Weitere namentlich bekannte Mitarbeiter
- Michael „Mike“ Ammirati (* 25. Dezember 1958), Shop Supervisor, Mechaniker
- Ralph Estrada Jr. (* 21. August 1978), Lackierer
- Nick Hansford (* 16. Mai 1978), Mechaniker
- Christian Welter (* 9. September 1978), Mechaniker
- Steve Moreau (* 15. Mai 1970), Geschäftsführer
- Jim Quinn (* 12. Juni 1966), Ingenieur
- Ron Salsbury (* 11. Juni 1972), Produktionsleiter
- Earle Herman Smith III (* 26. April 1975), Lagerist
- Ty Kropp (* 31. August 1987), Maschinenführer
- Mike Burkhouse (* 20. August 1960), Verkäufer
- Jody Flannery (* 17. August 1969), Logistik
- John Sohigian (* 1. August 1960), Vermarktung
- Eric England (* 6. August 1975), Webmaster
- Kate Cleary, Buchhalterin
- Michele Kaplan, Öffentlichkeitsarbeit
- Walter Kozlowski (* 3. November 1953), Controller
- Willy Eckert (* 3. Februar 1983), Mechaniker
- John Randazzo
- Sven Bastubbe (* 14. November 1972), Auslieferung und Überführung
- Jeff Clegg (gewann das OCC FANtasy Bike „Corporal Punishment“)

### Ehemalige Mitarbeiter
- Cody Connelly (* 30. August 1986), Mechaniker, davor Auszubildender
- Mike Campo, Mechaniker (bis 2005)
- Keith Quill, Geschäftsführer
- Craig Chapman, Mechaniker
- Whitney McGuire, Merchandising (ehemalige Freundin von Paul Teutul Jr.)
- Lee Stamper
- Joseph S. Puliafico, Geschäftsführer des OCC-Shops, mittlerweile bei Paul Jr. Designs

## Motorradmodelle zur Serie
- Maßstab 1:10:

Jet Bike, Black Widow, Firebike, Old School Chopper, Commanche, Old School Chopper (Cody Projekt), Mikey′s Bike,
Tool Bike, Santa Claus Bike, POW/MIA Bike, Miller Electric, Dixie Chopper, Caterpillar Bike, LUCY`S Bike, Napa Bike, The Reel Deal Chopper
- Maßstab 1:6:

Jet Bike, Firebike

## Spiele zur Serie

### American Chopper (PlayStation 2, Xbox, PC)
Im Oktober 2005 erschien das erste Videospiel zur Fernsehserie. In American Chopper steigt der Spieler in die Welt der Serie ein, er erhält die Möglichkeit, die bekanntesten Bikes selber zu fahren oder komplett neu zu gestalten. Neben vielen Spielmöglichkeiten wie z. B. Reckless Driving, Point-to-Point, Motoball, Drag Racing kann der Spieler auch in einem Wettkampf gegen Paul Sr. und Paul Jr. antreten.

### American Chopper 2 – Full Throttle (PlayStation 2, Xbox)
Im Gegensatz zu American Chopper schlüpft der Spieler im zweiten Teil, welcher im August 2007 erschien, in die Rolle eines der drei Hauptdarsteller der TV-Serie.

### Monopoly American Chopper Edition
Monopoly in American Chopper Thematik inklusive der Protagonisten der Serie nachempfundenen Spielfiguren.

## Trivia
Im Musikvideo Rockstar der kanadischen Band Nickelback sind Paul Teutul Sr., Paul Teutul Jr. und Michael Teutul in drei Ausschnitten zu sehen. Zudem sind Paul Teutul Sr. und Jr. mit ihren Motorrädern kurz im Film Born to be Wild – Saumäßig unterwegs zu sehen, unter anderem mit John Travolta, Tim Allen und Martin Lawrence. Außerdem haben sie in der 3. Staffel der Serie My Name is Earl einen Auftritt, für diese Serie haben sie auch ein Bike gebaut.
Der Fernsehsender RTL persiflierte in den Freitag Nacht News die Sendung als „Die Harleys“.